# 白銀号事件
「白銀号事件」（しろがねごうじけん、はくぎんごうじけん、Silver Blaze）は、イギリスの小説家、アーサー・コナン・ドイルによる短編小説。シャーロック・ホームズシリーズの一つで、56ある短編小説のうち13番目に発表された作品である。イギリスの「ストランド・マガジン」1892年12月号、アメリカの「ハーパーズ・ウィークリー」1893年2月25日号に発表。1893年発行の第2短編集『シャーロック・ホームズの思い出』(The Memoirs of Sherlock Holmes) に収録された。
「白銀号事件」という訳題のほか、「銀星号事件」、「名馬シルヴァー・ブレイズ」、「シルヴァー・ブレイズ号事件」などの訳題も用いられている。
翻案小説まで含めると、三津木春影の呉田博士シリーズに「名馬の犯罪」というものがある（馬の名前は「銀月」）。

## あらすじ
ある日、ロス大佐が所有する競走馬で、近々開催されるウェセックス・カップ（ウェセックス・プレート）の本命馬である白銀（シルヴァーブレイズ）号が突然失踪した。さらに白銀号の調教師であるストレイカーが死体で発見され、殺人事件として捜査が進められる。
白銀号が失踪した夜、予想屋と思われる怪しい男が、白銀号の厩舎キングス・パイランドにやってきた。厩舎の番をしていた馬丁のハンターが、その男に犬をけしかけようとするが、すでに逃げ出していなくなっていた。その夜中の1時に、白銀号が気になった調教師のストレイカーが馬の様子を見にいったまま戻らず、翌朝厩舎にストレイカーの妻が行ったところ、徹夜で見張りしているはずのハンターが、夕食に入れられた薬で眠らされており、白銀号もストレイカーもいなくなっていた。厩舎の2階で寝ていた他の馬丁2人も、怪しい物音や犬の吠える声は聞かなかったという。ストレイカーは厩舎から4分の1マイルほど離れた茂みの中で、頭を鈍器のようなもので殴られ、腿を刃物で切られた死体で発見された。死体の右手には血の付いた外科用のメス、左手には昨晩厩舎にやってきた男がつけていたスカーフタイを持っており、警察は殺人事件の容疑者としてスカーフタイの持ち主、フィッツロイ・シンプソンを逮捕した。だが、シンプソンは殺人については否定した。シンプソンの身体には刃物で受けた傷が全くなく、彼は予想屋なので白銀号の調子を聞きに行っただけだと話す。
パートナーのジョン・Ｈ・ワトソン博士と共に、ダートムーアにあるキングス・パイランド厩舎へ行ったシャーロック・ホームズは調査を進めた。そこでは羊も飼っていたが、そのうち3頭ばかりが脚を引きずっていた。捜査を担当している警部からは、ストレイカーが他人名義の高額な請求書を持っていたことが報告された。ホームズはストレイカーの死体があった場所で、マッチの燃えさしを発見する。そして近くに馬の足跡を見つけた。それは白銀号の蹄鉄と一致した。ワトスンとともにその足跡を追うと、馬の足跡に並んで人間の足跡が認められ、ライバル厩舎であるケープルトンの前まで来ていた。ホームズがそこの調教師サイラス・ブラウンに、彼が白銀号をどうやって隠したのかを事細かに話すと、調教師は観念し、ホームズの指示通り行動すると約束した。ブラウンは荒地をさまよっていた白銀号を見つけ、始めはキングス・パイランド厩舎に返そうとしたが、自分の厩舎にいる二番人気のデスボロを勝たせるために、白銀号を隠していたと説明した。警部もケープルトン厩舎を捜査したのだが、白銀号を見つけることはできなかった。白銀号の馬主であるロス大佐には、レースでは馬が必ず出走すると言って、一旦ホームズはロンドンに帰った。
いよいよレース当日になった。出走馬のリストには白銀号の名前も載っているが、そのような色模様の馬の姿はなかった。レースが始まり白銀号と名乗る馬は、6馬身のリードで優勝した。その馬の前で怪訝な顔をするロス大佐にホームズは、アルコールで顔と脚を洗えば、元通りの白銀号になると説明した。同時にストレイカー殺しの犯人も、ここにいると言った。私を犯人にするのかと怒るロス大佐に対し、ホームズはあなたの後ろにいますと答える。殺人犯はヒトではなく馬、つまり白銀号だというのだ。ホームズの推理は次のとおりである。
ストレイカーは愛人を持っていて、これは金を浪費する女だった。高額な請求書も女が買った洋服のものだ。そこでストレイカーは競馬で儲けようとして、二番人気のデズボロを買った。邪魔なのは一番人気の白銀号なので、脚のスジを少しだけ切って万全の状態で走れなくしようと計画した。彼の死体が握っていた手術用のメスはそのためのもので、練習のために3頭の羊の脚を切ってみていたのである。事件の夜、ストレイカーは事前に馬丁ハンターの夕食に薬を入れて眠らせると、夜中に厩舎に忍び込んで、白銀号を連れ出したのだった。厩舎のカギを持っていたので物音も立てず、白銀号も暴れず、番犬も飼い主であるストレイカーには吠えなかった。白銀号を人目につかない窪地に連れていったストレイカーは、マッチの灯りを頼りに白銀号の脚を拾ったネクタイで縛り、メスを持って手術しようとした。そのとき危険を察知した白銀号が、本能的に脚を蹴り上げたところにストレイカーの頭があった。白銀号に蹴り殺されたストレイカーは倒れるときにメスで自分の腿を切ってしまったので、シンプソンの身体に傷がないのは当然である。そのあと現場から離れた白銀号は、サイラス・ブラウンに発見されて色模様を変えられ、彼の厩舎に入れられていた。ケープルトン厩舎を捜査した警部も、馬の模様が変えられていることには気付かず、白銀号を発見できなかったのである。
ホームズは、白銀号は自分の身を守るために図らずも殺人を犯したので、正当防衛だと断言した。

## 備考
- ドイルの自叙伝によると、彼は競馬に詳しくなかったという。このため本作品の競馬に関する記述には、非現実的な点や誤りが散見される。具体的には、出走表の各馬の勝負服の記述が胴、袖、帽子と揃っておらず不完全であること、分数方式の賭け率の表記がおかしいこと、馬主とホームズの行動（馬を隠していた人物をレース主催者に知らせず勝手に不問に付した上に、馬を変装させた状態のままで出走させた[11]）が競馬規則に違反することなどが指摘されている。こうした誤りについては、作品発表直後に手厳しい批評を受けたという。
- 白銀号は「鹿毛の馬」[4][7]（bay horse）で、「大流星」[12]（blaze、額から鼻先にかけて流れ星のような白い斑があること）を持つ。馬名の白銀号（silver blaze）はこの大流星に由来する。鹿毛、すなわち赤茶色の毛は馬の毛色としては平凡だが、大流星は際立った特徴で、遠くから眺めても個体を識別できる。これが事件のトリックの一端を担っている。
- なお英語の"bay"は、日本語の「鹿毛」を指す[13]が、この"bay"の部分を鹿毛でなく「栗毛」と訳している翻訳版もいくつか存在し、少なくとも1912年の三津木春影の「名馬の犯罪」の時点ですでに「栗毛の駒」という文章が確認できる[10]（p.159）。これ以後も三上於菟吉訳（1930年）[14]、延原謙訳（1953年）[3]、林克己訳（1955年）[6]、阿部知二訳（1960年）[5]、大久保康雄訳（1981年）[8]など。
- 白銀号は実在の名馬アイソノミーの子孫とされ、ホームズは「偉大な先祖に劣らぬ輝かしい記録を持つ」と白銀号を評している。なお過去の出版時に生じた誤植のため、先祖の名が「アイソノミー」（Isonomy）ではなく「ソモミー」（Somomy、このような名前の馬は実在しない）となっている版もある。
- 「吠えなかった犬の推理」で有名な事件。「一見すると不自然ではないことが、状況を踏まえて考えれば極めて不自然であること」にホームズは気づき、犯人を特定した。平常時に番犬が吠えずにいるのは普通のことだが、白銀号が厩舎から連れ去られた夜に犬が吠えなかったのはむしろ不自然で、馬を連れ出したのが外部侵入者ではなく厩舎内の人間であることを示している。
- 競馬を題材にしたシャーロック・ホームズ作品として、他に『ショスコム荘』がある。